# Methylisokyanát
Methylisokyanát je vysoce toxická organická sloučenina CH3NCO nazývaná také methylkarbylamin nebo MIC. Je meziproduktem při výrobě pesticidů a insekticidů jako např. karbaryl.

## Výroba
Vyrábí se reakcí methylaminu a fosgenu za vysoké teploty v plynné fázi. Vzniká směs methyl isokyanátu a dvou molů chlorovodíku, který reaguje na N-methylkarbamylchlorid (MCC), který ze směsi kondenzuje. Jeden mol chlorovodíku odchází jako plyn.
Methyl isokyanát se získá úpravou MCC pomocí reakce s terciárním aminem, jako je např. N,N-dimethylanilin, nebo s pyridinem, nebo se oddělí destilací.
Také vzniká reakcí N-methylformamidu C2H5NO a vzduchu meziprodukt methomyl C5H10N2O2S při výrobě karbofuranu.

## Zdraví
MIC je prudce jedovatý, dráždivý. Při vdechování, požití a expozici sliznic se objevuje podráždění již při nízkém množství (0,4 ppm).
Mezi příznaky otravy patří kašel, bolest na hrudi, dušnost, astma, podráždění očí, nosu a krku, svědění a pálení kůže. Vyšší úroveň expozice, (nad 21 ppm) má za následek trvalé (částečné) poškození zraku, plicní edém, rozedmu plic a krvácení, bronchiální pneumonii až s následkem smrti.
Ačkoli je methylisokyanát bez zápachu, většina lidí jeho přítomnost rozpozná především kvůli vysoce slzotvornému účinku již od 0,2 ppm.
Limitní (bezpečné) hodnoty stanovené americkou konferencí veřejných a průmyslových hygieniků jsou 0,02 ppm.
Methylisokyanát je sloučenina zodpovědná za otravu a smrt několika tisíců lidí v indickém Bhópálu.